# Джун Хэвер
Джун Хэвер (англ. June Haver; 10 июня 1926 — 4 июля 2005), имя при рождении — Беверли Джун Стовенур (англ. Beverly June Stovenour ) — американская актриса, певица, танцовщица и звезда мюзиклов студии «20th Century Fox» в 1940-х годах.

## Биография

### Детство
Джун Хэвер родилась 10 июня 1926 года в Рок-Айленде, штат Иллинойс. Она была средней из трёх дочерей Фреда и Мэри Стовенур. Старшую сестру звали Дороти, младшую — Эвелин. Сама же будущая актриса при рождении получила имя Беверли Джун Стовенур. Родители Джун развелись, когда дочери были ещё маленькими. Через некоторое время Мэри Стовенур вышла замуж за Берта Хэвера. Он дал всем девочкам свою фамилию. Вскоре семья переехала в Цинциннати. Там Джун впервые появилась на сцене в постановке местного театра «Полночь в магазин игрушек». Ей было всего шесть лет.
Таинственным образом для Джун нашёлся преподаватель музыки. В детском саду работал педагог, на занятия которого Джун записали без разрешения родителей. Когда же те узнали и услышали как маленькая девочка играет Гайдна, то согласились оплачивать уроки. Вскоре она достигла такого мастерства, что в семилетнем возрасте сыграла с Юджином Гуссенсом и Симфоническим оркестром Цинциннати.
Джун также развивала драматический талант и совершенствовалась в искусстве выступлений на публике В восемь лет она начала брать уроки красноречия и выиграла много соревнований выступлений на публике . Её способности так поражали, что агент «MGM», совершая турне по стране, в надежде обнаружить ещё одну Ширли Темпл, пересмотрев выступления 5,000 человек, среди которых была и Джун, предложил ей контракт на главные роли для «MGM». Но Мэри Хэвер решила, что для ребёнка главное — нормальное детство. Так первое предложение было отклонено.
Вскоре семья вернулась в Лонг-Айленд. Там одиннадцатилетняя Джун отправилась на местную радиостанцию с предложением сделать новое радиошоу. Идея заключалась в том, что в этом шоу участвовали бы все талантливые дети города, а Джун была бы ведущей. Владелец заинтересовался, но не был уверен, что найдётся спонсор. Тогда Джун заинтересовала предложением компанию, производящую мороженое. Спонсор был найден. Так, маленькая Джун начала получать в неделю два доллара и неограниченное количество мороженого. За несколько лет шоу стало так популярно, что начало выходить три раза в неделю.
Но с тринадцати лет Джун больше всего хотела стать вокалисткой группы. А когда ей было 15, в соседнее Чикаго наведался известный музыкант Тед Фио Рито. Он услышал Джун Хэвер по радио и вызвал её на прослушивание. Девушка произвела на него такое впечатление, что он сразу же предложил ей 75 долларов в неделю и место вокалистки на время летних гастролей. Но, так как, Джун была ещё несовершеннолетней, то её во всех поездках должна была сопровождать мать. Тур заканчивался в Калифорнии. Скоро должен был начаться новый учебный год. Мать Джун, Мэри Хэвер, понимая какие горизонты откроет перед её детьми Голливуд, приняла решение всей семьёй переехать в Беверли-Хиллз. Там Джун была зачислена в Beverly Hills High School.
В школе Беверли Хиллз она принимала участие в нескольких школьных постановках. А её мать в это время обзванивала все киностудии, расхваливая таланты дочери. Все студии делали предложения, но предпочтение было отдано 20th Century Fox, так как она находилась ближе всех. Но за полгода Джун так и не было предложено ни одной роли. На вопрос её агента в студии ответили, что по состоянию на текущее время, не могут дать ей роль и продолжить контракт. Вначале Джун страшно расстроилась, но потом решила так это не оставлять. Придя на студию, она потребовала хотя бы одну пробную съёмку и получила согласие. Вернувшись домой, она написала собственный сценарий для съёмки, который описывал историю молодого, страдающего от любви, пианиста. Это презентовало её драматические, музыкальные и вокальные данные. Съёмка удалась и контракт был продлён. Но прошло ещё три месяца, прежде чем Джун вызвали на съёмки фильма «Вся банда в сборе».

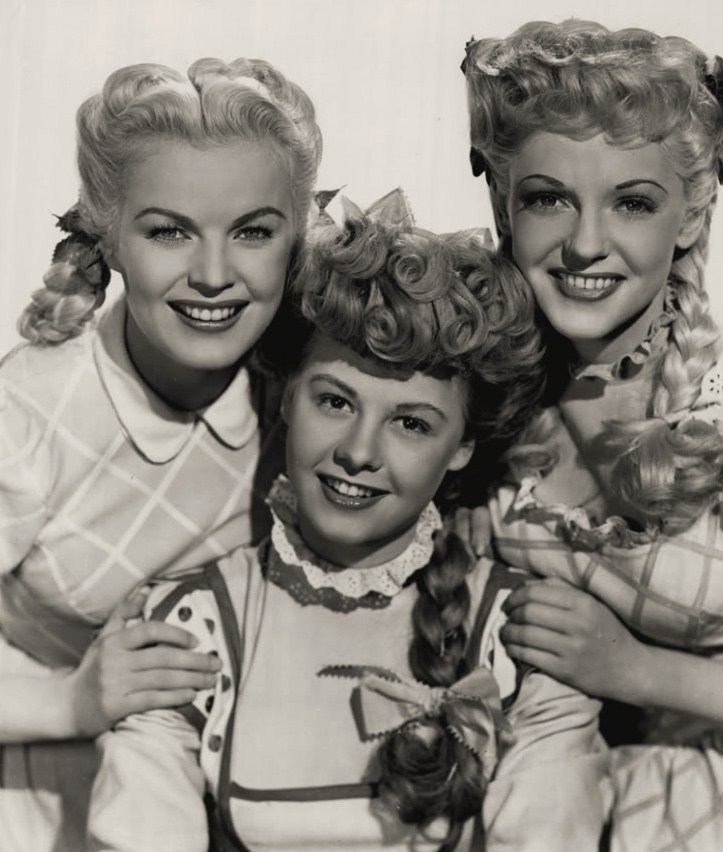
Джун Хэвер, Вера-Эллен и Вивиан Блейн в фильме «Три девочки в голубом» (1946)

### Карьера
Первой ролью Джун Хэвер стала девушка в хоре в фильме «Вся банда в сборе». В это же время из действующей армии вернулся вице-президент студии «20th Century Fox» Дэррил Ф. Занук. Он должен был рассмотреть все действующие контракты, подписанные в его отсутствие. Он обратил внимание на многочисленные таланты Джун и посчитал её возможной преемницей Бетти Грейбл.
Хэвер появилась в следующем фильме — «Дом в Индиане», который вышел в 1944 году.
А успех к ней пришёл в том же, 1944, после роли Мэри О’Брайен в фильме «Ирландские глаза улыбаются», где она играла с Монти Вулли и Энтони Куинном. Джун тогда было восемнадцать лет. Она сразу стала бешено популярна. Её мгновенно возвели в ранг звезды. Один за другим, последовали ещё двенадцать фильмов. «Куда мы отсюда пойдем?», на съёмках которого она познакомилась Фредом Макмюррэем, «Сестрички Долли», где Джун сыграла сестру-близняшку Бетти Грейбл, «Скудда-у! Скудда-эй!», где на съёмочной площадке с ней были Уолтер Бреннан и Натали Вуд.
Несмотря на это было очевидно, что место Бетти Грейбл она не займёт, хотя Джун и называли «Карманной Грейбл». Да и на студии открыли новую звезду — Мэрилин Монро. Она заключила контракт с «20th Century Fox» ещё в 1946 году на роли статисток. Монро появилась в массовке фильма «Скудда-у! Скудда-эй!», а в «Любовном гнездышке» сыграла одну из главных ролей наряду с Джун.
В 1952 году Джун Хэвер объявила, что по истечении контракта уйдёт с экрана, намереваясь стать послушницей в монастыре. Своё слово она сдержала и последний фильм с её участием был снят в 1953 году. Это была комедия «The Girl Next Door», где она сыграла звезду ночного клуба Дженни Лэрд. Её партнёром был Дэн Дэйли.
Джун Хэвер оказалась одной из ярко вспыхнувших и быстро погасших звёзд Голливуда. Её карьера была короткой и не позволила раскрыть всю глубину таланта.

### Личная жизнь
В 1947 году, взяв четыре дня отпуска между съёмками, Джун Хэвер вышла замуж в Лас-Вегасе за музыканта Джимми Зито. Позже она признавалась, что решение было импульсивным. И хотя Зито оказался любителем ночных прогулок с друзьями и завсегдатаем баром, брак продержался почти год.
Спустя некоторое время Джун познакомилась со стоматологом Джоном Дьюзаком. Он был высок, красив и успешен. В 1949 году он сделал актрисе предложение, но из-за формальностей, связанных с её предыдущим браком, сразу пожениться они не смогли.
Вскоре Дьюзак тяжело заболел и умер во время операции 30 октября 1949 года. Джун была потрясена. Будучи совершенно опустошенной, решила искать утешение в религии. В 1950 году актриса совершает паломничество в Ватикан и решает принять послушничество после окончания контракта со студией.
После выхода последнего фильма Джун Хэвер удалилась в монастырь сестёр милосердия в Канзасе. Но слабое здоровье не позволило ей долго соблюдать монастырские правила. Через восемь месяцев она возвратилась домой, дав перед этим обет вернуться в монастырь, как только сможет. Но судьба распорядилась иначе. В Голливуде она встретила Фреда Макмюррэя, знакомого по фильму «Куда мы отсюда пойдем?», который совсем недавно овдовел и остался с двумя детьми.
Хэвер и Макмюррэй поженились 28 июня 1954 года и счастливо прожили вместе тридцать семь лет. У Макмюррэя было двое приёмных детей от первого брака — сын Роберт и дочь Сьюзен. Вместе с Хэвер они удочерили ещё двух девочек — Кэтрин и Лори. Последний раз на экране Джун Хэвер появилась в 1959 году. После этого она нашла себя как дизайнер интерьеров.
Фред Макмюррэй умер в возрасте 83 лет 5 ноября 1991 года. Её самой не стало 4 июля 2005 года. У Джун осталось четверо детей, семь внуков и четверо правнуков.

## Избранная фильмография
- Вся банда в сборе (1943) — девушка из хора
- Дом в Индиане (1944) — «Кри-Кри» Брюс
- Ирландские глаза улыбаются (1944) — Мэри О’Брайен
- Куда мы отсюда пойдём? (1945) — Люсиль Пауэлл/Гретхен/Индиан
- Сестрички Долли (1945) — Рози
- Три девочки в голубом (1946) — Пэм Чартерс
- Скудда-у! Скудда-эй! (1948) — Рэд МакГилл
- Любовное гнёздышко (1951) — Конни Скотт

## Признание
Джун Хэвер имеет звезду на Голливудской аллее славы № 1777.